# Gänsemarkt (métro de Hambourg)
 (mai 2024).
Si vous disposez d'ouvrages ou d'articles de référence ou si vous connaissez des sites web de qualité traitant du thème abordé ici, merci de compléter l'article en donnant les références utiles à sa vérifiabilité et en les liant à la section « Notes et références ».
Gänsemarkt (en allemand : U-Bahnhof Gänsemarkt) est une station de la ligne U2 du métro de Hambourg. Elle se situe dans le quartier de Neustadt. La station se situe sous la place du même nom.

## Situation sur le réseau

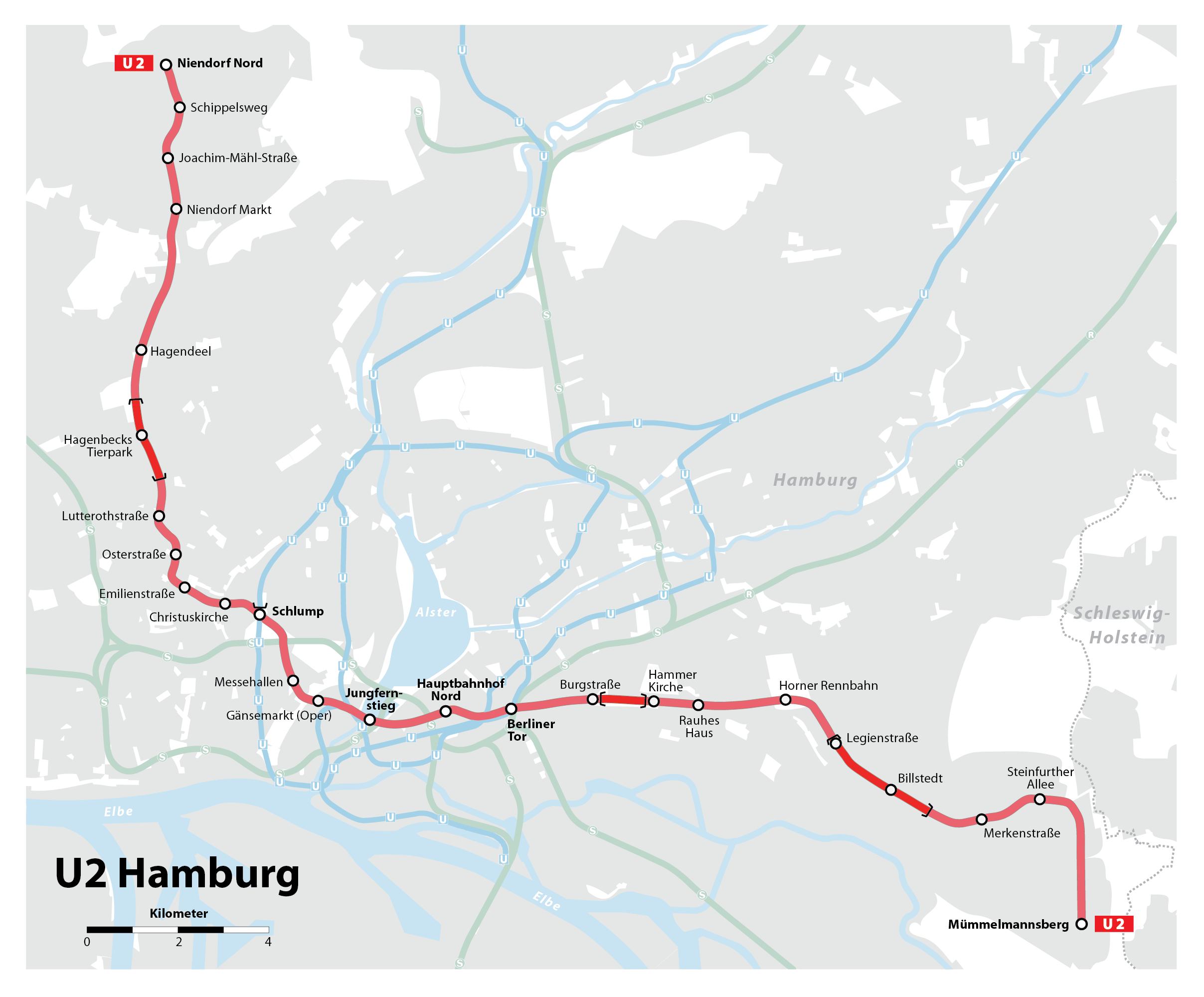
Plan de la Ligne U2 du métro de Hambourg.

## Histoire
La station est construite dans le cadre du tronçon du centre-ville de la ligne U2 entre Schlump et Berliner Tor à la fin des années 1960. Comme la station voisine Messehallen, l'ouverture a lieu le 31 mai 1970. Jusqu'à l'achèvement de la jonction de la voie rapide vers Jungfernstieg en 1973, qui permet un trafic continu vers Berliner Tor, la ligne provisoire U22 de Schlump se terminait ici. Gänsemarkt était alors desservi en continu par la ligne U2.

## Services aux voyageurs

### Accès et accueil
L'arrêt Gänsemarkt se situe à environ 25 mètres sous la rue Valentinskamp entre Gänsemarkt et Caffamacherreihe et est l'une des stations de métro les plus basses de Hambourg. Les trains s'arrêtent dans chaque direction dans un tube de quai d'un diamètre de 7 m, relié entre eux par plusieurs ouvertures. Le même design se retrouve à l'arrêt voisin Messehallen au nord-ouest. Pour les distinguer, Messehallen a une bande verte, tandis que Gänsemarkt a une bande rouge. Les plates-formes mesurent environ 125 m de long et environ 3,5 m de large.
Aux deux extrémités des tubes se trouvent des escaliers mécaniques qui mènent à des mezzanines à un ou deux niveaux de profondeur. À partir de ceux-ci, la surface peut être atteinte via d'autres connexions. Il y a un ascenseur du côté est.

### Intermodalité
À la station de métro Gänsemarkt, il existe des options de transfert vers les lignes Metrobus 4, 5 et 19 ainsi que vers les lignes Xpressbus X3 et X35. Les arrêts sont accessibles par les sorties est de la station de métro.